# Giovanni Paolo Cavagna
Giovanni Paolo Cavagna ou Gian Paolo Cavagna, né en 1556 à Bergame, en Lombardie, et mort le 20 mai 1627 dans cette même ville, est un peintre italien baroque, qui a été actif à la fin du XVIe  et au début du  XVIIe siècle.

## Biographie
Actif principalement à Bergame, Giovanni Paolo Cavagna a été formé à Venise dans l'atelier du Titien, puis est devenu un élève de Giovanni Battista Moroni à Bergame. Son fils Francesco, appelé aussi Cavagnuola, a été également peintre.

## Œuvres
- Assomption de la Vierge, église Santa Maria Maggiore, Bergame.
- Nativité, église Santa Maria Maggiore, Bergame.
- Esther et Assuérus, église Santa Maria Maggiore, Bergame.
- Sainte Lucie, église Santo Spirito.
- Crucifixion, église Santo Spirito.
- Couronnement de la Vierge, église San Giovanni Bautista à Casnigo.
- Présentation de Jésus au temple, Sanctuaire Madonna dei Campi, Stezzano.
- Assomption de Marie, Sanctuaire Madonna dei Campi, Stezzano.
- Annonciation à la Vierge, Sanctuaire Madonna dei Campi, Stezzano.
- Homme agenouillé en prière, orant, musée du Louvre, Paris.
- Charles Borromée entre saint Roch et saint Pantaleon, Santuario della Madonna del castello, Almenno San Salvatore
- Le pape Pie V recevant Don Juan d'Autriche après la victoire de Lépante, Cathédrale Sainte-Marie de Bastia

## Sources
- (en) Cet article est partiellement ou en totalité issu de l’article de Wikipédia en anglais intitulé « Giovanni Paolo Cavagna » (voir la liste des auteurs).